# Systropus polistoides
Systropus polistoides är en tvåvingeart som beskrevs av John Obadiah Westwood 1876. Systropus polistoides ingår i släktet Systropus och familjen svävflugor. Inga underarter finns listade i Catalogue of Life.